# Am Schiffbleek 9 (Quedlinburg)

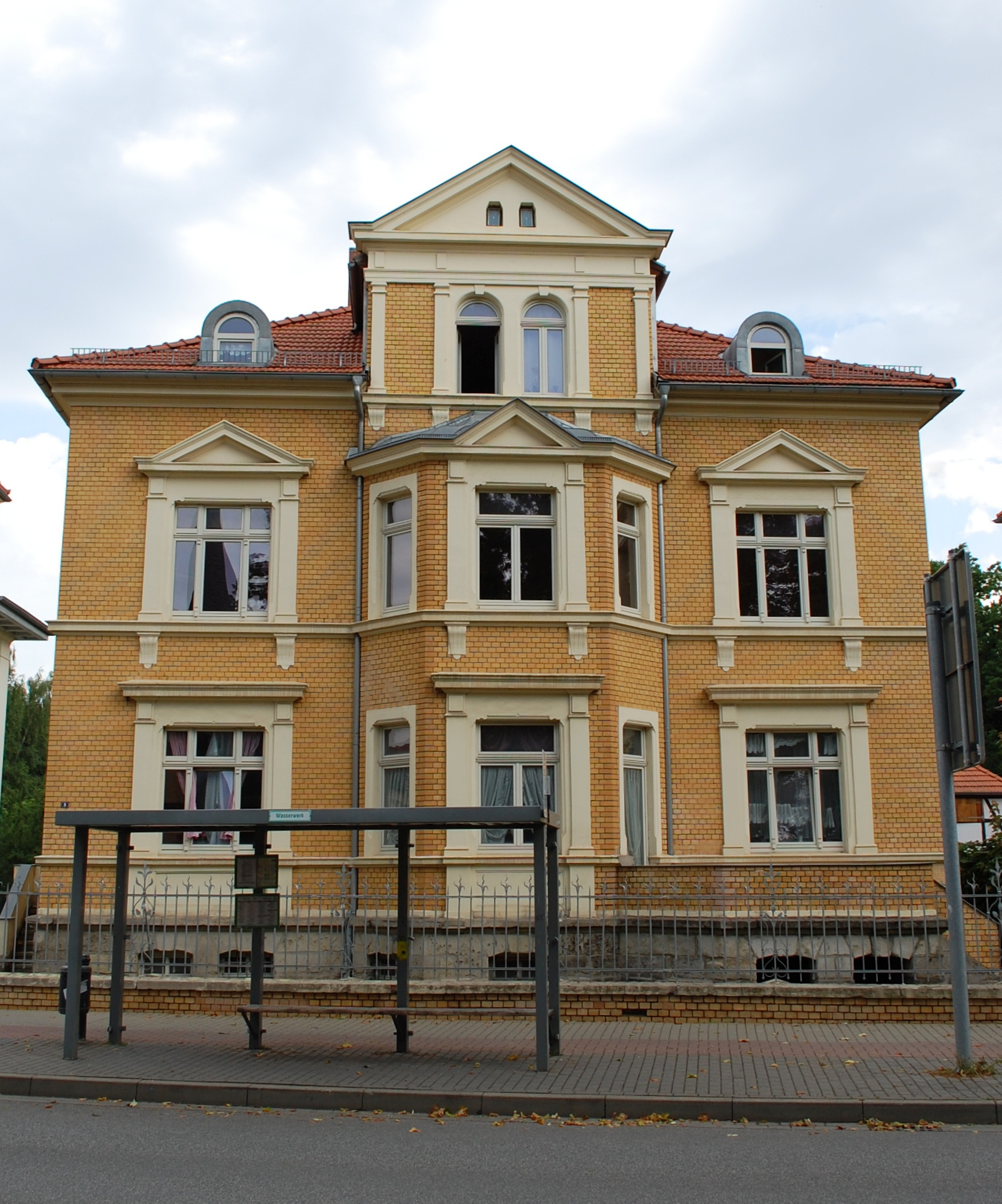
Villa Am Schiffbleek 9

Das Haus Am Schiffbleek 9 ist ein denkmalgeschütztes Gebäude in der Stadt Quedlinburg in Sachsen-Anhalt.
Die Villa befindet sich südlich der historischen Quedlinburger Altstadt an der Nordseite der Straße Am Schiffbleek. Sie ist im Quedlinburger Denkmalverzeichnis eingetragen.

## Architektur und Geschichte
Die zweigeschossige Villa entstand in der Zeit um das Jahr 1900 im Stil des Spätklassizismus. Zur Straßenseite hin verfügt der Bau über einen Mittelrisalit, der durch einen Standerker zusätzlich betont wird. Die Fassade ist mit gelben Klinkern gestaltet. An den Fenstern befinden sich Putzgliederungen.
Die Grundstücksumzäunung besteht aus eisernen Zaunfeldern und nimmt die Gestaltung des Hauses auf.